# Telkom 1
Telkom 1 ist ein kommerzieller Kommunikationssatellit der indonesischen Telkom Indonesia.
Er wurde am 12. Aug. 1999 um 22:52 UTC mit einer Ariane-42P-Trägerrakete vom Raketenstartplatz Centre Spatial Guyanais in eine geostationäre Umlaufbahn gebracht.
Der dreiachsenstabilisierte Satellit ist mit 36 C-Band-Transpondern (24 C-Band und 12 Extended C-Band) ausgerüstet und soll von der Position 108° Ost aus Indonesien und umliegende Regionen mit Daten-, Sprach- und Videokommunikationsdienstleistungen versorgen. Er wurde auf Basis des Satellitenbusses A2100 der Lockheed Martin gebaut und hatte eine geplante Lebensdauer von 15 Jahren.
Am 25. August 2017 kam es zu einer Fehlfunktion des Satelliten. Es wurde die Abtrennung von Teilen des Satelliten, der Ausfall der Kommunikation und ein Verlassen des Orbits festgestellt. Da über den Satelliten auch Bankdaten übermittelt wurden, kam es infolgedessen auch zum Ausfall von Geldautomaten in Indonesien.